# Nagycsány
Nagycsány is een plaats (község) en gemeente in het Hongaarse comitaat Baranya. Nagycsány telt 164 inwoners (2001).